# Kaj Hoff
Kaj Hannibal Hoff (23. april 1912 i Skagen – 30. november 1943 i Thorsgades Kaserne i Randers, dæknavn "Carlo") var en dansk modstandsmand, leder af modstandsbevægelsen i Randers, der var med ved sprængningen af Langåbroerne. Han blev dræbt af tyskerne ved anholdelsen.
Kaj Hoff var cand.mag. og arbejdede som adjunkt ved Randers Statsskole. Han var desuden sekondløjtnant i hæren og havde været finlandsfrivillig. Han var formand for og leder af Randers Terrænsportsforening og kom derigennem ind i modstandsarbejdet, hvor han blev leder af en sabotagegruppe, der sprængte broerne ved Langå 17. november 1943.
Dagen efter aktionen vrimler det med gestapofolk i Randers, og under deres finkæmning af byen pågribes Sven Johannesen i sin lejlighed og Oluf Kroer på sin arbejdsplads. De har begge en pistol på sig, som de har fået fra de betjente, der bevogter broerne og kan umuligt bortforklare det. Nu giver faldskærmsmanden Ole Geisler ordre til, at alle indblandede skal gå under jorden.
Kaj Hoff gør det imidlertid ikke og bliver arresteret den 30. november ved en storrazzia i byen. Han transporteres til Dragonkasernen og stilles foran en glohed ovn. Hoff, der var tidligere løjtnant i den finske hær, havde svoret, at han intet ville røbe, hvis han faldt i tyskernes hænder. Da pinslerne blev for hårde for han på en af de tyske soldater. I hidsigt slagsmål tumler de rundt, men tyskerne tør ikke skyde af frygt for deres kammerats liv. Da Hoff giver slip og springer op mod et vindue for at undslippe, skydes han i ryggen og dør. Tyskerne opgiver dødsårsagen som "skudt under flugtforsøg kl. 11.20".